# Leningrad Cowboys Meet Moses
Leningrad Cowboys Meet Moses (Leningrad Cowboys Meet Moses) è un film del 1994 diretto da Aki Kaurismäki.

## Trama
Dopo l'iniziale successo in Messico la band, stanca e nostalgica della terra natia, inizia il viaggio di ritorno verso la Russia. È guidata in maniera dispotica da Vladimir, il vecchio manager reduce dal deserto che si fa chiamare Mosè e che prima di partire ruba il naso alla Statua della Libertà. Inseguiti per questo furto da uno strambo agente della CIA, attraversano l'Atlantico in maniera rocambolesca e approdano in Bretagna, dove si ricongiungono con altri componenti la band giunti ad accoglierli dalla Russia. Da qui con un vecchio pullman, passando per Brest, Amiens, Francoforte, Dresda, Lipsia, Cechia e Polonia, arriveranno tutti a destinazione eccetto un componente della band lasciato morente davanti ad un ospedale. Lungo il viaggio cantano e suonano in improbabili bar, deprimenti sale bingo e surreali matrimoni. 

## Citazioni e riferimenti
È presente un cameo del regista Aki Kaurismäki che omaggia Charlie Chaplin in Tempi moderni nella parte di un operaio.